# Malahide (Ontario)
Malahide to gmina (ang. township) w Kanadzie, w prowincji Ontario, w hrabstwie Elgin.
Powierzchnia Malahide to 395,24 km². Według danych spisu powszechnego z roku 2001 Malahide liczy 8809 mieszkańców (22,29 os./km²).